# ケプラー三角形

ケプラー三角形は、面積が黄金比を公比とした等比数列の関係になっている3つの正方形の辺で形成される直角三角形。

ケプラー三角形は三辺の比が等比数列となっている直角三角形で、その公比は黄金比 {\displaystyle \varphi } の平方根{\displaystyle {\sqrt {\varphi }}}であるような三角形のことである。つまりケプラー三角形の辺の比は{\displaystyle 1:{\sqrt {\varphi }}:\varphi } 、おおよそ1 ：1.272 ：1.618である。したがって三角形の一辺を辺とした正方形も黄金比を公比とした等比数列になる。
このような比率の三角形は、ドイツの数学者で天文学者のヨハネス・ケプラー（1571 - 1630）にちなんで名付けられた。ケプラーは、この三角形の短辺と斜辺の比率が黄金比に等しいことを最初に発見した人物である。ケプラー三角形はピタゴラスの定理と黄金比という2つの重要な数学的概念を組み合わせており、次に示すようにケプラーを深く魅了した：
幾何学には2つの宝がある。一つはピタゴラスの定理、もう一つは外中比（黄金比）である。一つ目は金塊と比べ、二つ目は貴重な宝石と呼ぶことになるだろう。
また、ケプラー三角形に非常に近い寸法の三角形がギザの大ピラミッドにあるという主張もいくつか存在する。

## 導出
黄金比 {\displaystyle \varphi } は次の二次方程式
{\displaystyle x^{2}-x-1=0}
の解である。したがって
{\displaystyle \varphi ^{2}-\varphi -1=0}
であるため、次の等式が成立する：
{\displaystyle \varphi ^{2}=\varphi +1}
これをピタゴラスの定理の形に書き換えると
{\displaystyle (\varphi )^{2}=({\sqrt {\varphi }})^{2}+(1)^{2}.}

## 算術平均、幾何平均、調和平均との関係
正の実数aおよびbに対し、それらの算術平均、幾何平均、および調和平均が直角三角形の各辺の長さとなることは、直角三角形がケプラー三角形であることに同値である。

## ケプラー三角形の作図

黄金長方形を利用したケプラー三角形の作図方法。

ケプラー三角形は初めに黄金三角形を作ることで、定規とコンパスによる作図により作図することが可能である：
1. 一辺が1の正方形を作図する
2. 正方形の片側の中点から反対側の角まで線分を引く
3. その線分を半径とした円弧を描き、長方形の高さを定める
4. 黄金長方形を作図する
5. 黄金長方形の長辺を使用して、長方形の反対側と交差し、ケプラー三角形の斜辺を定義する円弧を描画する

ケプラー自身は上述の方法とは違う方法でケプラー三角形を作図しており、実際、彼の前指導教官であったミヒャエル・メストリンへの手紙の中で「外中比（黄金比）で分割された直線上に直角三角形を作ると、その直角が区間点に置かれた垂直上にある場合、小さい方の脚は分割された直線の大きい方と等しくなる。」と書いている。

## 数学的性質

この円と正方形の周長はほぼ同じになる

三辺が{\displaystyle 1,{\sqrt {\varphi }},\varphi }であるケプラー三角形において次の円と正方形を考える：
- ケプラー三角形に外接する円
- 一辺が{\displaystyle {\sqrt {\varphi }}}の正方形

このとき、円周（ {\displaystyle \pi \varphi } ）と正方形の周長（ {\displaystyle 4{\sqrt {\varphi }}} ）は0.1％以下の誤差の範囲で一致する。
したがって近似的に {\displaystyle \pi \approx 4/{\sqrt {\varphi }}} が成り立つがこれは偶然の一致であり、正方形と円の周囲長を完全に一致させることは不可能である（仮に一致できた場合、円積問題における古典的な（不可能な）問題を解決できてしまうため）。言い換えると、円周率 {\displaystyle \pi } が超越数であるため{\displaystyle \pi \neq 4/{\sqrt {\varphi }}}である。
ケプラー三角形はエジプトのピラミッドのデザインに現れている。ギザの大ピラミッドにある部屋の床面の対角線に部屋の幅を加えたものを部屋の奥行で割ると、黄金比に非常に近くなる。ただし、この関係を調査したさまざまな学者によると、古代エジプト人はおそらく円周率 {\displaystyle \pi } と黄金比 {\displaystyle \varphi } の間の数学的一致を知らなかったと考えられている。